# The Heart of Saturday Night
The Heart of Saturday Night är ett musikalbum av Tom Waits från år 1974. Albumet ses ofta som Waits kanske bästa under hans tidiga karriär, innan han började med mer experimentell musik under 80-talet.

## Låtlista
Låtarna skrivna av Tom Waits.
1. "New Coat of Paint" - 3:23
2. "San Diego Serenade" - 3:30
3. "Semi Suite" - 3:29
4. "Shiver Me Timbers" - 4:26
5. "Diamonds on My Windshield" - 3:12
6. "(Looking For) the Heart of Saturday Night" - 3:53
7. "Fumblin' With the Blues" - 3:02
8. "Please Call Me, Baby" - 4:25
9. "Depot, Depot" - 3:46
10. "Drunk on the Moon" - 5:06
11. "The Ghosts of Saturday Night (After Hours at Napoleone's Pizza House)" - 3:16

## Medverkande
- Tom Waits - sång, gitarr, piano
- Pete Christlieb - tenorsaxofon
- Jim Hughart - bas
- Bill Goodwin - trummor